# Letiště Moskva-Domodědovo
Mezinárodní letiště Moskva-Domodědovo (IATA: DME, ICAO: UUDD) oficiálně Mezinárodní letiště Domodědovo M. V. Lomonosova, rusky: Международный аэропорт Домодедово имени М. В. Ломоносова, je druhé nejrušnější civilní letiště v Rusku, po letišti Šeremeťjevo a před letištěm Vnukovo. Leží asi 45 km jihovýchodně od centra hlavního města Moskvy.
V červnu 2025 soud rozhodl o znárodnění letiště.

## Historie
Oficiální otevření letiště Domodědovo se uskutečnilo v květnu 1965, původně s jednou vzletovou a přistávací dráhou. O 18 měsíců později byly otevřeny dvě další dráhy, paralelní s drahou první. Koncem roku 1975 byla otevřena linka do Alma-Aty, na které létalo sovětské nadzvukové dopravní letadlo Tupolev Tu-144S. V roce 1996 bylo letiště zprivatizováno (nájemní smlouva se společností East Lines na dobu 75 let) a od té doby začal jeho rychlý rozvoj.
Dne 17. června 2025 arbitrážní soud Moskevské oblasti dal za pravdu prokuratuře, podle níž majitelé Domodědova žijí v zahraničí a nemají právo s majetkem nakládat. Miliardáři Dmitrij Kamenščik a Valerij Kogan podle prokuratury převedli zisky strategicky významného podniku do zahraničí. Soud proto rozhodl o znárodnění letiště.

## Charakter letiště

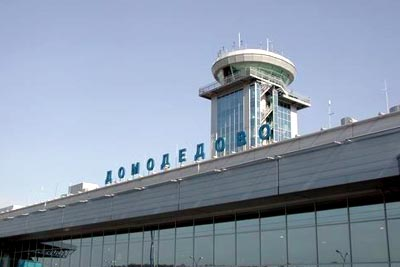
Terminál letiště

Letiště Domodědovo má jednu terminálovou budovu. Je rozdělena do dvou částí – pro mezinárodní a pro vnitrostátní lety. V současnosti je ve výstavbě nový terminál T2. Moderně vybavená kontrolní věž navádí lety na dvě (původně tři) vzletové a přistávací dráhy.
Z letiště vede železniční trať na Pavelecké nádraží do centra Moskvy. Cesta speciálním vlakem Aeroexpress trvá 40 minut. Vlaky jezdí každých 30–60 minut v obou směrech. Dopravu z letiště do Moskvy obstarávají také kyvadlové autobusy, které jezdí každých 15 minut.
V roce 2017 prošlo letištěm 30 700 000 cestujících a uskutečnilo se 234 700 pohybů.
Letiště využívajá téměř stovka leteckých společností z celého světa.

## Mimořádné nehody a havárie
- 1. července 2002 se nad Německem srazilo letadlo společnosti Bashkirian Airlines (let 2937) ve směru Moskva-Domědědovo – Barcelona s letem 611 společnosti DHL.

- V srpnu 2004 dva sebevražední atentátníci (Čečenci) porušili vážná bezpečnostní opatření a způsobili výbuch 2 letadel (let 1303 Air Volga + let 1047 S7 Airlines) a tím i smrt 90 cestujících. Od té doby investovala společnost East Line Group přes 20 milionů USD na koupi moderního bezpečnostního vybavení na svá letiště.

- 22. března 2010 havarovalo letadlo Tu-204 společnosti Aviastar-TU na lince Hurghada – Moskva-Domodědovo v lese při pokusu o přistání. Nedošlo k žádnému úmrtí, ale čtyři členové posádky byli vážně zraněni.

- 24. ledna 2011 krátce po půl třetí SEČ otřásl příletovou halou silný výbuch. Zahynulo zde 35 lidí a 180 jich bylo zraněno. Média přinesla zprávu, že výbuch byl dílem sebevražedného atentátníka. S největší pravděpodobností se jednalo o teroristický útok. Zraněni byli také slovenští herci Zuzana Fialová a Ľuboš Kostelný.[2]